# 菲律宾天主教教区列表

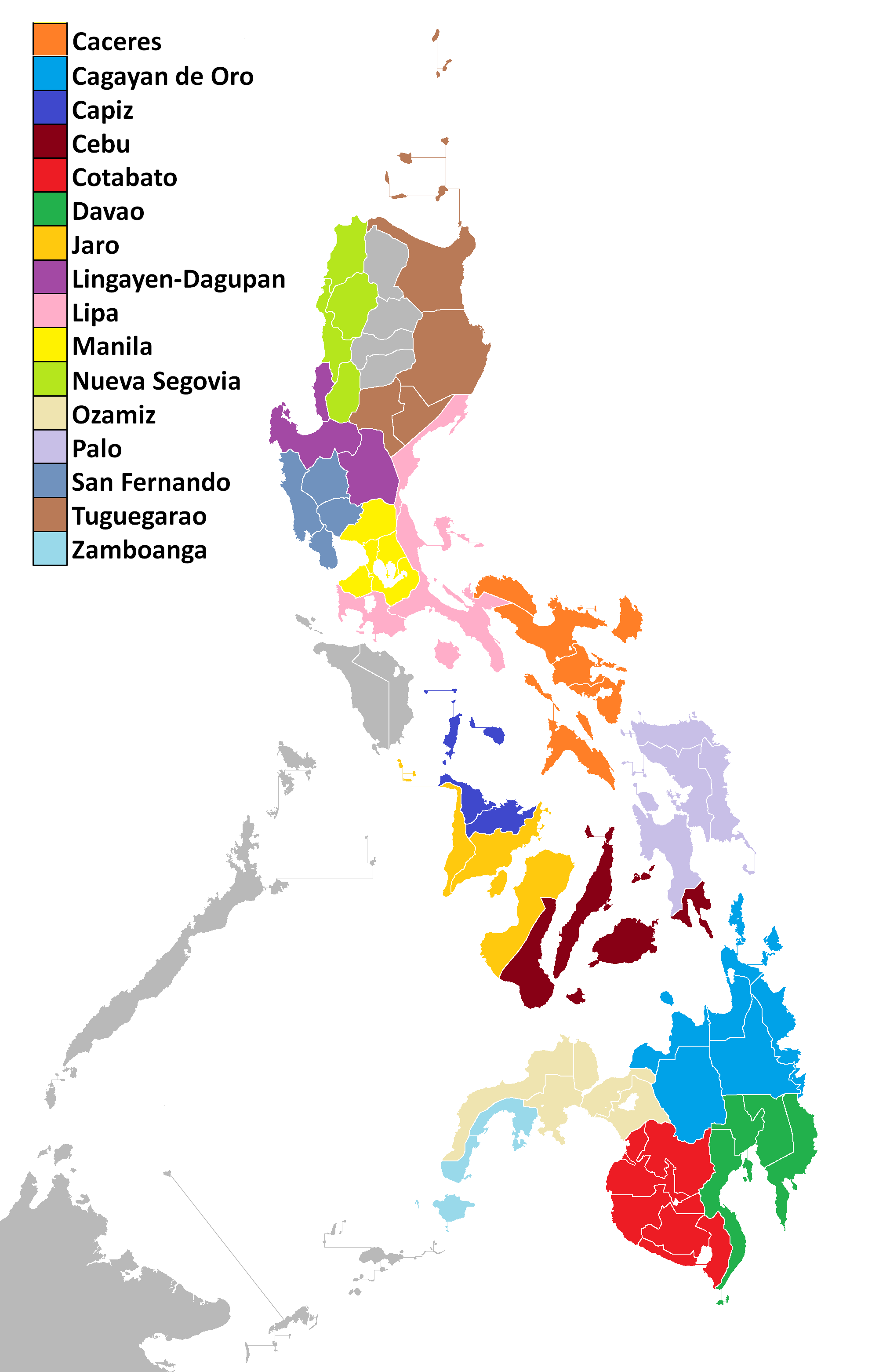
菲律賓天主教教省

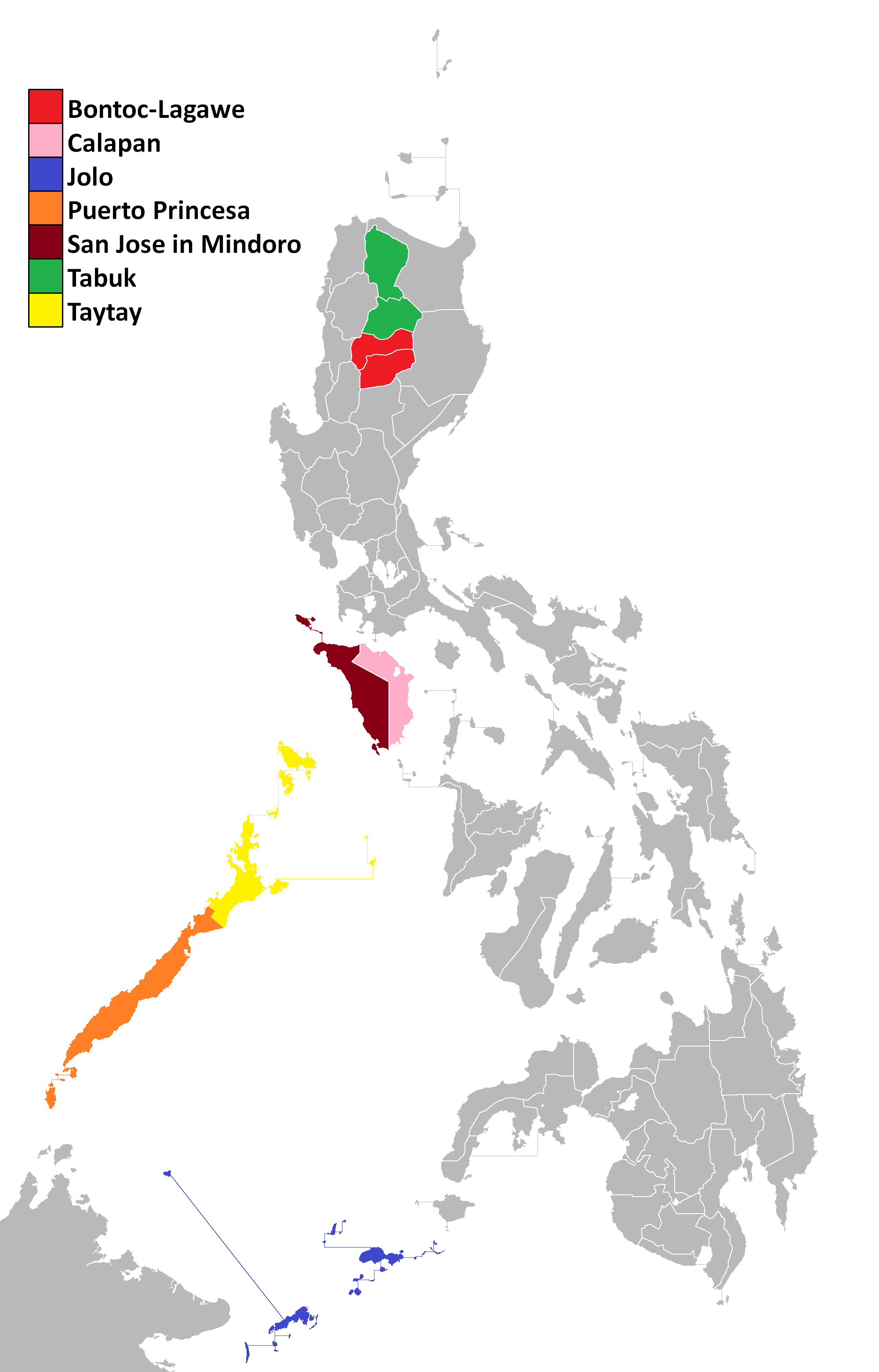
菲律賓天主教宗座代牧區

以下是菲律宾天主教教区列表。菲律宾共有16个教省，每个教省拥有一位都主教，有56个由主教管理的教区。 

## 卡塞雷斯教省
- 天主教卡塞雷斯总教区
  - 天主教达特教区
  - 天主教黎牙实比教区
  - 天主教马斯巴特教区
  - 天主教索索贡教区
  - 天主教比拉克教区
  - 天主教任马兰教区

## 卡加延－德奥罗教省
- 天主教卡加延-德奥罗总教区
  - 天主教武端教区
  - 天主教马来巴来教区
  - 天主教苏里高教区
  - 天主教丹达教区

## 卡皮斯教省
- 天主教卡皮斯总教区
  - 天主教卡利博教区
  - 天主教朗布隆教区

## 宿雾教省
- 天主教宿雾总教区
  - 天主教杜马格特教区
  - 天主教马阿辛教区
  - 天主教塔比拉兰教区
  - 天主教塔利邦教区

## 哥打巴托教省
- 天主教哥打巴托总教区
  - 天主教基达帕万教区
  - 天主教馬貝爾教區

## 达沃教省
- 天主教达沃总教区
  - 天主教迪戈斯教区
  - 天主教马蒂教区
  - 天主教塔古姆教区

## 怡朗教省
- 天主教哈罗总教区
  - 天主教巴科洛德教区
  - 天主教卡班卡兰教区
  - 天主教圣卡洛斯教区
  - 天主教圣若瑟德安蒂克教区

## 仁牙因-达古潘教省
- 天主教仁牙因暨达古潘总教区
  - 天主教阿拉米诺斯教区
  - 天主教甲万那端教区
  - 天主教圣费尔南多德拉乌尼翁教区
  - 天主教菲律宾圣若瑟教区
  - 天主教乌坦尼塔教区

## 利巴教省
- 天主教利巴总教区
  - 天主教波克教区
  - 天主教古馬卡教區
  - 天主教卢塞纳教区
  - 天主教因凡塔自治監督區

## 马尼拉教省
- 天主教马尼拉总教区
  - 天主教安蒂波洛教区
  - 天主教库包教区
  - 天主教伊穆斯教区
  - 天主教卡洛坎教区
  - 天主教马洛洛斯教区
  - 天主教诺瓦利切斯教区（奎松城北部和卡洛奥坎市）
  - 天主教帕拉尼亚克教区
  - 天主教帕西格教区
  - 天主教圣巴勃罗教区

## 新塞哥维亚教省
- 天主教新塞哥维亚总教区（主教座堂设于南伊罗戈省的维甘）
  - 天主教碧瑶教区
  - 天主教邦贵教区
  - 天主教拉瓦格教区

## 奥三棉示教省
- 天主教奥三棉示总教区
  - 天主教第波罗教区
  - 天主教伊利甘教区
  - 天主教帕加迪安教区
  - 天主教马拉维自治监督区

## 帕洛教省
- 天主教帕洛总教区
  - 天主教博龙岸教区
  - 天主教甲描育教区
  - 天主教卡塔曼教区
  - 天主教納瓦尔教区

## 圣费尔南多教省
- 天主教圣费尔南多总教区
  - 天主教巴朗牙教区
  - 天主教伊巴教区
  - 天主教打拉教区

## 土格加劳教省
- 天主教土格加劳总教区
  - 天主教巴云邦教区
  - 天主教伊拉甘教区
  - 天主教巴坦自治监督区

## 三宝颜教省
- 天主教三宝颜总教区
  - 天主教伊皮尔教区
  - 天主教伊莎贝拉自治监督区

## 宗座代牧区
- 天主教邦都暨拉加韋代牧區
- 天主教卡拉潘代牧区
- 天主教霍洛代牧区
- 天主教公主港代牧区
- 天主教民都洛圣若瑟代牧区
- 天主教塔布克代牧区
- 天主教泰泰代牧区

## 军中教长区
- 天主教菲律宾军中教长区